# Garcinia dallmannensis
Garcinia dallmannensis är en tvåhjärtbladig växtart som beskrevs av Kanehira och Hatusima. Garcinia dallmannensis ingår i släktet Garcinia och familjen Clusiaceae. Inga underarter finns listade i Catalogue of Life.